# Marsha Blackburn
Marsha Blackburn (nacida Wedgeworth; Laurel, 6 de junio de 1952) es una política y empresaria estadounidense que se desempeña como senadora senior de los Estados Unidos de Tennessee desde 2019, miembro del Partido Republicano, anteriormente Blackburn sirvió en la Cámara de Representantes por el 7.º distrito congresional de Tennessee de 2003 a 2019 y senadora estatal de 1999 a 2003. El 6 de noviembre de 2018 se convirtió en la primera mujer en ser elegida para representar a Tennessee en el Senado de los Estados Unidos.   
Blackburn se convirtió en la senadora principal del estado en enero de 2021 cuando Lamar Alexander se retiró del Senado. Actualmente es la senadora senior republicana más joven del Senado. Blackburn es una republicana que pertenece al Tea Party, y ha sido descrita como incondicionalmente conservadora.